# Teiladressierung
Die Teiladressierung ist eine kostengünstige Verteilform der Deutschen Post AG. Im Vorfelde können Selektionskriterien wie Wohnsituation, Kaufkraft, Alter und Ähnliches festgelegt werden, damit die Verteilung eines Mailings einen geringeren Streuverlust als eine klassische Postwurfsendung hat. 
Die Teiladressierung ist sowohl für Consumer als auch für den Businessbereich möglich. Eine Teiladressierung erkennt man an der freien Formulierung anstelle der Namensnennung (z. B. An die Bewohner des Hauses).